# The Virginia Housewife
The Virginia Housewife è un libro di cucina e faccende domestiche di Mary Randolph pubblicato nel 1824.

## Descrizione
Primo libro di cucina regionale americana, The Virginia Housewife contiene 225 pagine in cui sono riportate quasi 500 ricette che, pur rifacendosi alla tradizione culinaria degli Stati Uniti del Sud e dei nativi americani, risentono l'influenza della cucina africana, quella spagnola, quella francese e quella creola. Gli ingredienti utilizzati per preparare tali piatti sono quelli diffusi negli Stati Uniti meridionali, come il gombo, le melanzane, i piselli, le patate dolci e i pomodori, tutti prodotti che si presume fossero stati importati sul suolo americano dagli africani. Secondo quanto asseriscono alcuni, la scelta di Randolph di mettere delle ricette africane non è un caso. Sebbene fosse una cuoca esperta, l'autrice del Virginia Housewife lasciava infatti svolgere la maggior parte dell'attività culinaria a delle donne afroamericane. Secondo Melissa Blank di Colonial Williamsburg, "i cuochi ridotti in schiavitù avrebbero indubbiamente esercitato un impatto determinante sul modo in cui lei preparava il cibo". Questo viene ribadito da Karen Hess nell'introduzione dell'edizione del Virginia Housewife uscita nel 1984. Secondo Hess, "l'influenza nera era meno evidente nella cucina della Virginia rispetto a quella di New Orleans, ma la cultura culinaria dell'epoca ne era comunque così intrisa che tutte le tradizioni di cucina di tutte le comunità (della Virginia) ne risentivano in qualche modo l'influsso".
Il libro contiene istruzioni per preparare il pollo fritto, lo shote ("maialino") grigliato, e la limonata, così come ricette di chiara influenza europea come il gazpacho, la ropa vieja, la polenta e i maccheroni e sei diverse preparazioni con il curry. Dal momento che The Virginia Housewife è il primo ricettario americano contenenti tale spezia, qualcuno presume che il curry fosse da tempo un condimento popolare nella Virginia. Fra le altre pietanze proposte da Randolph vi sono anche una "torta degli Yankee" che prende il nome di Dough Nuts, e la prima ricetta del gelato apparsa su un volume americano. Secondo la storica Cynthia A. Kierner, Randolph "propose un tipo di cucina ideale per un americano del sud e specialmente per un abitante della Virginia. Sebbene le descrizioni che accompagnano alcune delle ricette originarie degli Stati meridionali facciano capire che l'opera fosse destinata ad un pubblico che non abita in quell'area, l'opera era principalmente rivolta alle donne del Sud rurale, che costituivano la maggior parte dei suoi (di Mary Randolph) lettori".
Secondo le fonti, i primi americani consumavano pochissime verdure e tendevano a cuocere troppo quelle che preparavano. Il Virginia Housewife fu uno dei primi ricettari dedicati a molte pietanze preparate utilizzando un totale di quaranta verdure e diciassette erbe aromatiche diverse e vi veniva raccomandato specificamente di cuocere ortaggi come gli asparagi e spinaci per poco tempo.
Oltre a contenere delle ricette, il Virginia Housewife insegnava alle famiglie come preparare il sapone, l'amido, il lucido da scarpe e l'acqua di colonia.
Secondo qualcuno, l'opera sarebbe frutto "dell'esperienza che Randolph ebbe in prima persona in qualità di detentrice di un grande stabilimento che forse utilizzava per aumentare ulteriormente il reddito familiare".

## Accoglienza
The Virginia Housewife esercitò un'influenza significativa nella gastronomia statunitense dell'epoca, venne ripubblicato in almeno diciannove edizioni prima del 1861, e ispirò altri volumi di cucina simili come The Kentucky Housewife (1839) di Lettice Bryan e The Carolina Housewife (1847) di Sarah Rutledge. L'autrice venne elogiata da alcuni scrittori di gastronomia e ristoratori. James Beard disse di essere rimasto colpito dalla presenza costante dei pomodori nelle ricette di Randolph, questo sebbene all'epoca della pubblicazione del libro poche persone usassero tale ingrediente. José Andrés, fondatore di World Central Kitchen, dichiarò di essersi ispirato a Mary Randolph per preparare il suo gazpacho.